# Капустина, Августа Степановна
Августа Степановна Капустина, в девичестве Попова (15 октября 1863, Турьинские рудники, Пермская губерния — 1941, Ленинград) — томская художница, жена профессора Фёдора Капустина.

## Биография
Родилась 15 октября 1863 года[по какому календарю?] на Турьинских рудниках Пермской губернии. Отец Стефан Петрович — потомственный почётный гражданин, происходил из семьи, где священники были в девяти поколениях. Мать — Анна Стефановна — тоже принадлежала к роду священнослужителей. У Августы было четыре сестры и два брата, один из которых — физик и электротехник, изобретатель в области радиосвязи Александр Попов.
Училась в Императорской Академии художеств у Павла Чистякова и Ильи Репина (1881—1890). В 1889 году была удостоена 2 серебряной медали. 19 сентября 1890 года получила звание неклассного художника живописи.
В 1890 году приехала в Томск вместе с мужем — профессором университета Фёдором Капустиным. Здесь вела просветительскую и педагогическую деятельность: публиковала материалы по вопросам культуры в прессе, преподавала в классах рисования при Обществе попечения о начальном образовании, а также в женской гимназии О. В. Миркович. Также вела художественную студию на дому. Являлась организатором и участницей ряда выставок в Томске (1898—1899), Сибирской передвижной выставки (1903) и других.
Совместно с Лидией Базановой была инициатором открытия периодических выставок томских художников, первая из которых состоялась в 1908—1909 годах. В марте 1909 года Капустина стала одним из членов-учредителей Томского общества любителей художеств.
В 1909 году переехала в Санкт-Петербург. В конце 1911 года была избрана делегатом от Сибири на Всероссийский съезд художников.
Умерла в Ленинграде в 1941 году, похоронена на Волковском кладбище.

## Художественное наследие
Автор ряда портретов писателей, композиторов, ученых, написанных по случаю юбилеев. Её работы хранятся в собрании Томского областного художественного музея (этюд «Сказительница», «Портрет Ф. Я. Капустина»), в Томском областном краеведческом музее, в Мемориальном музее А. С. Попова в Краснотурьинске, в музее А. С. Попова в Санкт-Петербурге.